# تحجر الرواسب

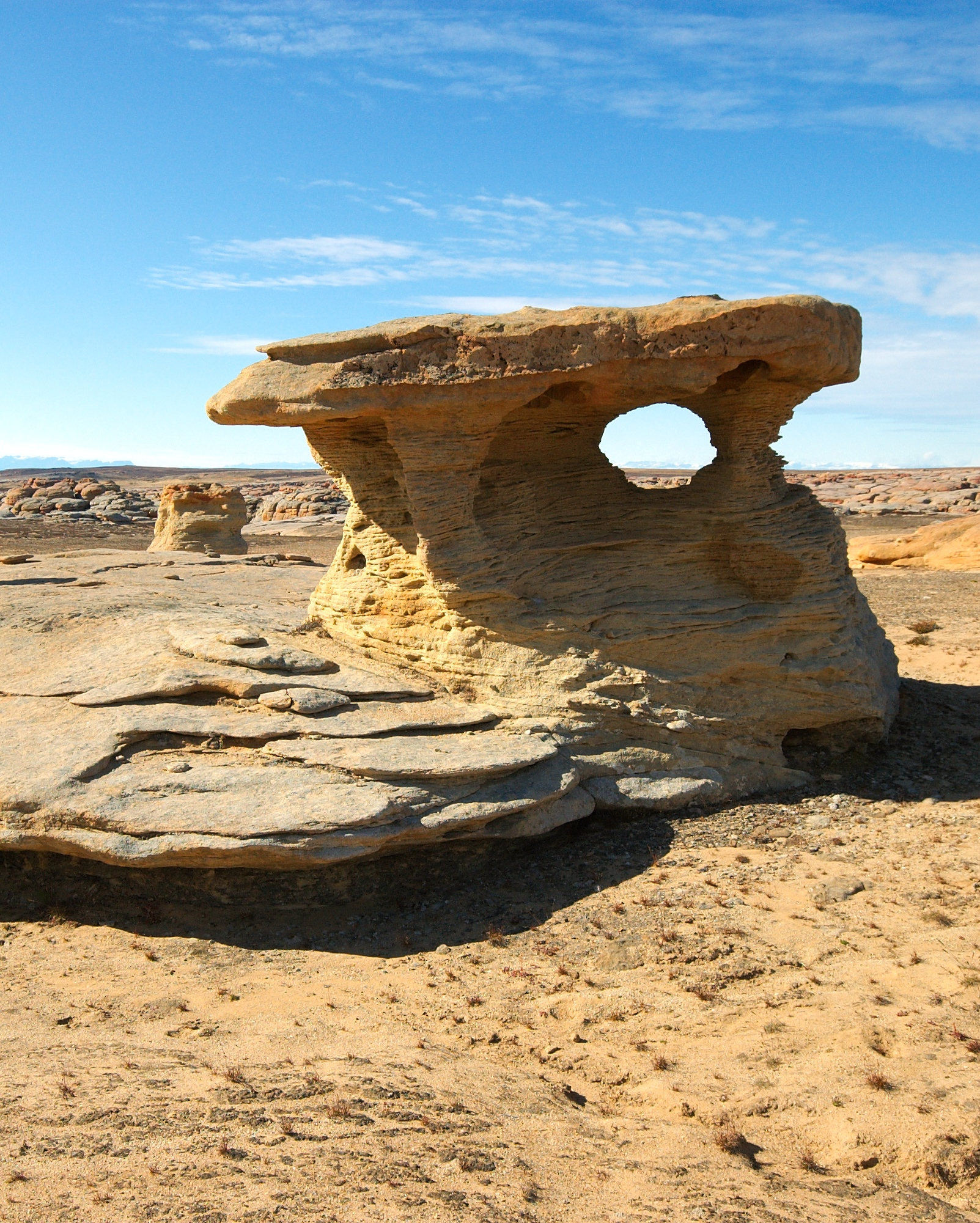
الصخور الرسوبية هي تحجر الرواسب.

تحجر الرواسب في علم طبيعة الأرض (بالإنجليزية: Lithification) هي العملية التي تتصلب فيها الرواسب تحت تأثير الضغط ، وطرد الماء المحتبس فيها، وتصبح حجرا صلدا . وتشمل تلك العملية أساسا عملية كبس المسام والتصلب . ورغم أن الكلمتين الإنجليزيتين تعني تحجر الرواسب، إلا أن كلمة Petrification ، تستخدم أكثر بمعني استبدال المادة العضوية بالسيليكا عند تكوّن الأحفوريات . وفي اللغة لإنجليزية تستخدم كلمة consolidation ، أي التحجر في علم الجيولوجيا. 

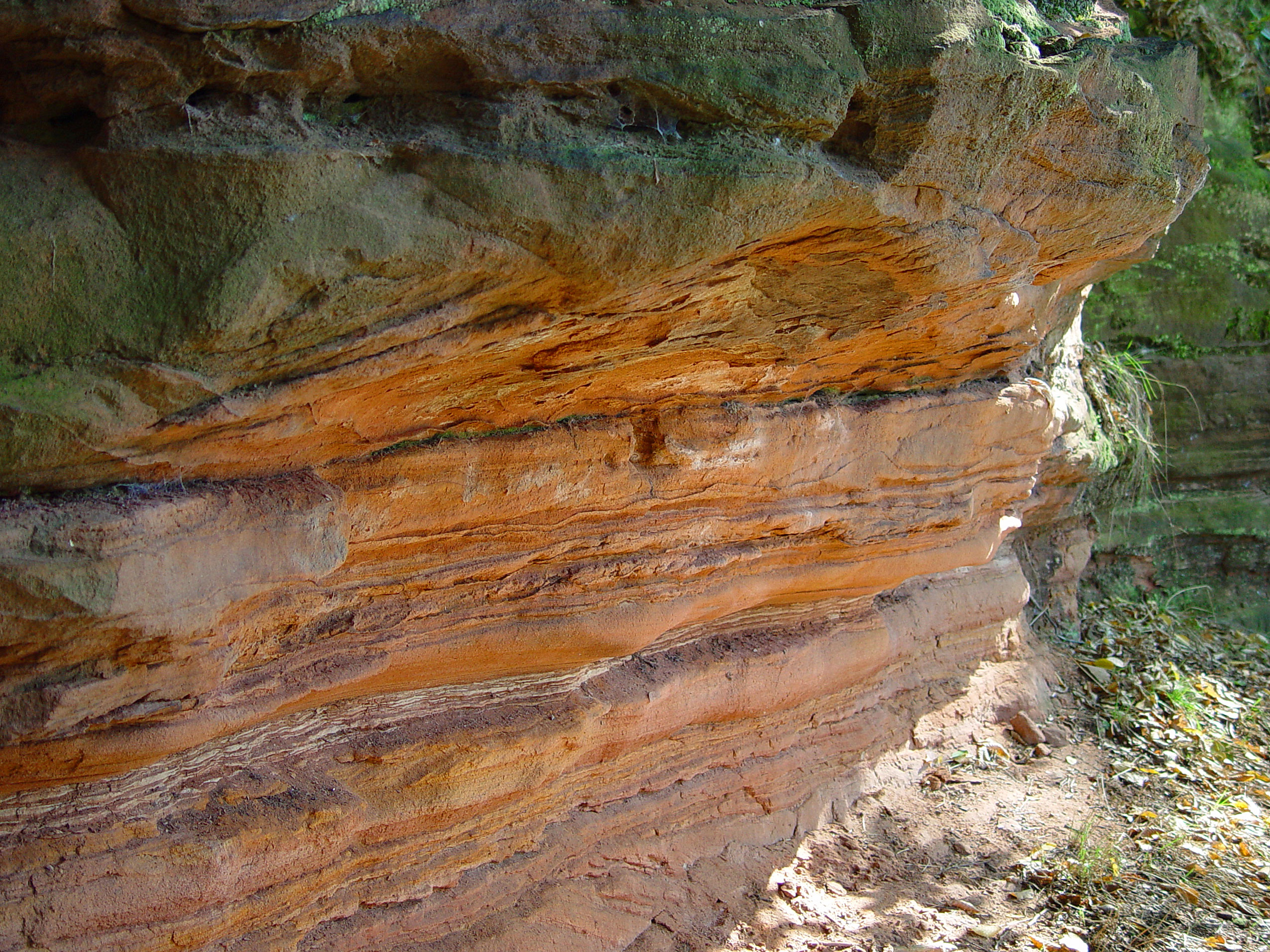

## اقرأ أيضا
- تحجر
- دراسة الطبقات الصخرية
- أحفورة
- تفجر أرضي
- بركان
- تلال كويوت
- حجر رملي
- حجر جيري